# Black Water Transit
Black Water Transit é um filme americano de 2009, do gênero drama policial, dirigido por Tony Kaye, com roteiro de Matthew Chapman baseado no romance homônimo de Carsten Stroud.

## Elenco
- Laurence Fishburne
- Karl Urban
- Brittany Snow
- Aisha Tyler
- Stephen Dorff
- Beverly D'Angelo